# لويس فرناندو فوينتيس
لويس فرناندو فوينتيس (بالإسبانية: Luis Fernando Fuentes) (14 سبتمبر 1986 في المكسيك - ) هو لاعب كرة قدم مكسيكي في مركز الدفاع. شارك مع منتخب المكسيك لكرة القدم. أما مع النوادي، فقد لعب مع نادي أونيفرسيداد ناسيونال ونادي مونتيري.

## وصلات خارجية
- لويس فرناندو فوينتيس على موقع قاعدة بيانات كرة القدم.إي يو (الإنجليزية)
- لويس فرناندو فوينتيس على موقع ناشيونال فوتبول تيمز (الإنجليزية)
- لويس فرناندو فوينتيس على موقع Soccerway.com (الإنجليزية)
- لويس فرناندو فوينتيس على موقع عالم كرة القدم.نت (الإنجليزية)
- لويس فرناندو فوينتيس على موقع AS.com (الإسبانية)